# Battaglia dell'Ebro
La battaglia dell'Ebro (in spagnolo: Batalla del Ebro, in catalano: Batalla de l'Ebre) fu la più lunga e sanguinosa battaglia della guerra civile spagnola. È stata combattuta tra il luglio ed il novembre del 1938 principalmente in due comarche, una catalana e una aragonese, situate lungo il fiume Ebro: Terra Alta e Matarraña.
La battaglia si concluse con la disfatta delle forze repubblicane che non riuscirono a fermare l'avanzata delle truppe del Bando nacional.

## La battaglia

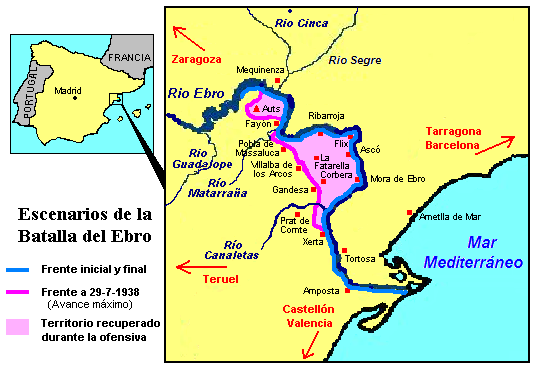
Mappa della battaglia dell'Ebro

Nel 1938 dopo quasi due anni di guerra civile l'avanzata delle forze nazionaliste guidate da Francisco Franco aveva conquistato quasi tutto il Paese. Le truppe repubblicane, lacerate da divisioni ideologiche e dalle numerose sconfitte, tentavano di difendere le poche regioni ancora sotto il loro controllo in particolare la Catalogna e la Comunità Valenciana.
Il 25 luglio 1938 le forze repubblicane comandate dal colonnello Juan Modesto lanciarono un'offensiva lungo il fiume Ebro cogliendo di sorpresa i nazionalisti ed avanzando verso la città di Gandesa (circa 25 km ad ovest del fiume).
I soldati repubblicani, tuttavia, non erano dotati di artiglieria pesante e, una volta attraversato il fiume, mancavano di sufficienti mezzi di trasporto. A differenza dei nazionalisti (che avevano ricevuto mezzi e uomini dalla Germania nazista e dall'Italia fascista), inoltre, non potevano contare su un supporto aereo.
Dopo un mese di combattimenti l'esito della battaglia e la vittoria dei franchisti era ormai scontata. Le forze repubblicane avevano subito ingenti perdite ma il primo ministro Juan Negrín, di fronte alla prospettiva di una completa disfatta, ordinò di resistere.
Lo scontro si trasformò pertanto in una guerra di trincea e, alla lunga, la superiorità di uomini e armamenti dei nazionalisti risultò decisiva.

## La fine della guerra civile spagnola
La sconfitta dell'esercito repubblicano sull'Ebro segnò, di fatto l'inizio della fine della guerra civile spagnola. I combattimenti proseguirono fino all'aprile 1939 ma la sorte del conflitto era ormai senza dubbio a favore di Franco.
La Battaglia dell'Ebro è stata l'ultima combattuta dalle Brigate Internazionali che, dopo l'ordine del Comitato per il Non Intervento, furono sciolte.

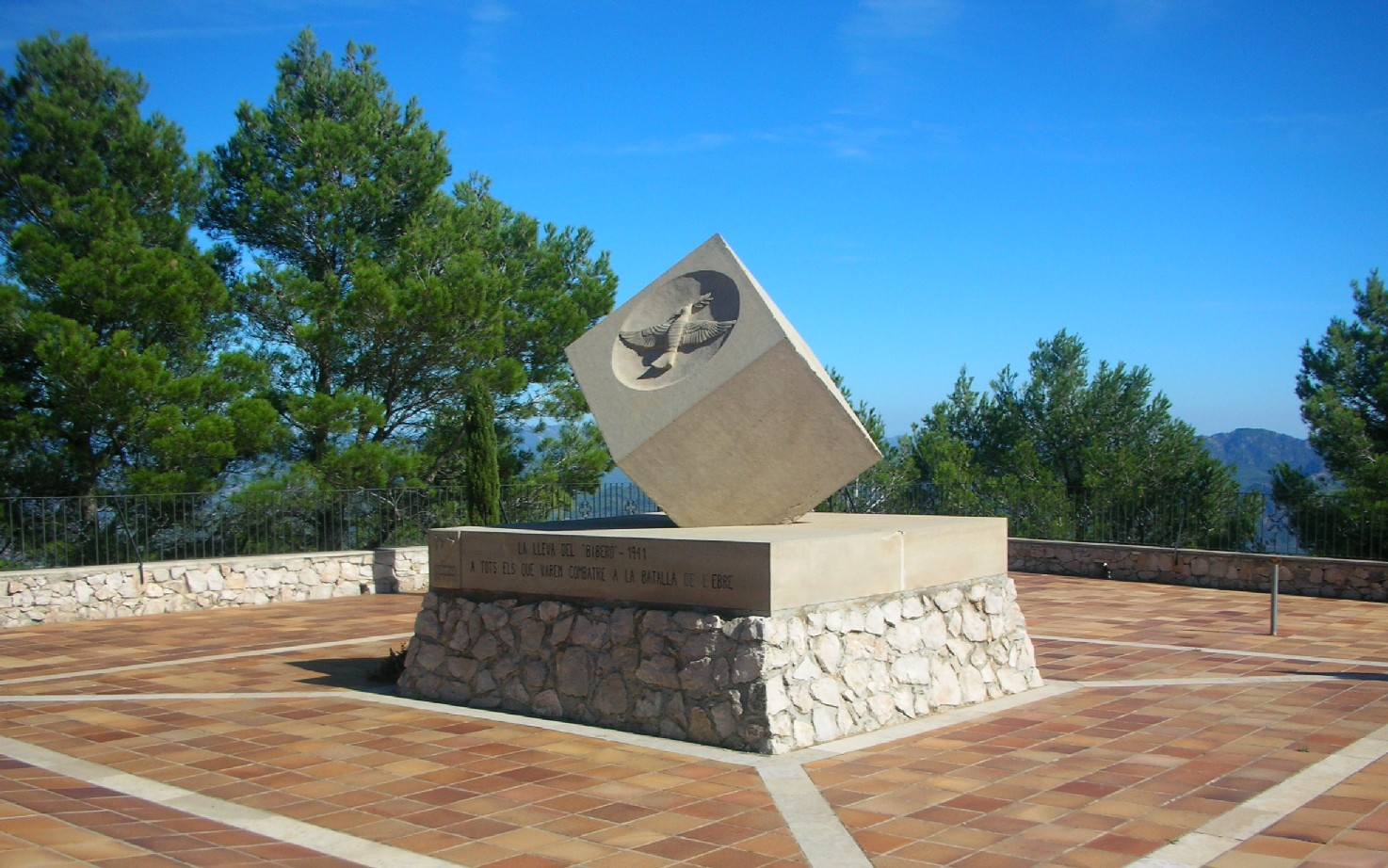
Monumento eretto in memoria dei caduti sulla Cota 705.